# Watch That Man
Watch That Man is een nummer van de Britse muzikant David Bowie, uitgebracht als de eerste track op zijn album Aladdin Sane uit 1973. De stijl van het nummer wordt vaak vergeleken met het album Exile on Main St. van The Rolling Stones.

## Achtergrond
"Watch That Man" werd beschreven als het beste voorbeeld dat de nummers op Aladdin Sane "te snel zijn geschreven, opgenomen en gemixt". Co-producer Ken Scott zei hierover in 1999: ""Watch That Man" klonk echt als de Stones, met de zang die werd gebruikt als een instrument in plaats van de leider. Toen ik de track ging mixen zette ik alles vooraan, om er een soort van kracht achter te zetten, wat betekende dat de vocalen verloren gingen. Dus ik deed de mix zoals ik het wilde. Toen we de tapes voor het album afleverden, hoorde ik van MainMan: 'Goed, maar kunnen we een andere mix van "Watch That Man" krijgen met de vocalen wat verder naar voren zodat we David wat beter kunnen horen?' Dus ik zei, 'Oké', en maakte de mix met David meer naar voren. Het probleem is dan dat met de vocalen meer naar voren de andere instrumenten naar achteren vallen. Toen, een aantal weken later, kreeg ik een telefoontje van RCA en zij zeiden, 'Je had in het begin al gelijk. We gaan voor het origineel.'"
Het nummer is volgens de officiële David Bowie-archivist Nicholas Pegg "een van Bowie's meest gecalculeerde koerswijzigingen", richting een geluid dat werd geïnspireerd door The Rolling Stones. Bowie suggereerde zelf in 1973 dat het nummer terugdacht aan zijn introductie met drugs tijdens de Amerikaanse tournee in 1972.
Liveversies van het nummer verschenen op de albums Ziggy Stardust - The Motion Picture uit 1983 (opgenomen in 1973) en David Live uit 1974. Daarnaast verscheen het op de B-kant van de single Let's Spend the Night Together.
Lulu coverde het nummer voor de B-kant van haar single "The Man Who Sold the World", een andere Bowie-cover. Meerdere leden van Bowie's band speelden ook mee op het nummer, inclusief Bowie zelf.

## Muzikanten
- David Bowie: zang, gitaar
- Mick Ronson: elektrische gitaar
- Trevor Bolder: basgitaar
- Mick "Woody" Woodmansey: drums
- Mike Garson: piano
- Ken Fordham: saxofoon
- Linda Lewis, G.A. MacCormack, Juanita "Honey" Franklin: achtergrondzang